# Couville
Couville település Franciaországban, Manche megyében. Lakosainak száma 1228 fő (2022. január 1.). Couville Sideville, Breuville, Bricquebosq, Hardinvast, Saint-Christophe-du-Foc, Saint-Martin-le-Gréard és Virandeville községekkel határos.

## Népesség
A település népességének változása:
| Lakosok száma | 412  | 657  | 821  | 922  | 1077 | 1107 | 1143 | 1182 | 1186 | 1228 |
|               | 1968 | 1982 | 1990 | 2006 | 2013 | 2015 | 2017 | 2019 | 2020 | 2022 |